# 언어장애
언어장애(language disorders, language impairments)는 언어 정보 처리에 수반되는 질환이다. 경험할 수 있는 문제로는 문법(통사론 및 형태론), 의미론, 또는 기타 언어 측면들이 수반될 수 있다. 이 문제들은 수용적(언어 이해) 문제, 표현적(언어 생성) 문제, 또는 그 둘의 결합일 수 있다. 그 예로는 특수 언어 장애, 더 정확히 정의하자면 발달 언어 장애(DLD), 실어증 등이 포함된다. 언어장애는 발설 언어와 수기 언어에 영향을 미칠 수 있으며, 수화에도 영향을 미칠 수 있다. 일반적으로 모든 형태의 언어가 손상된다.
현재 데이터에 따르면 어린 아이들 중 7%가 언어 장애를 보이며, 남자 아이의 경우 여자 아이보다 2배 더 많이 진단된다.
잠재적 위험 요인에 대한 예비 연구가 저체중아, 조산, 일반적 출산 합병증, 남성, 가족 이력 등 생물학적 요소들을 제안하고 있으며 수준이 낮은 부모 교육은 언어 장애를 발전시키는 가능성을 높일 수 있다.
음운적, 표현적 언어 문제가 있는 어린이들에게 언어 치료를 지지하는 증거가 있다. 그러나 이같은 치료법이 수용적 언어 문제에 대해 효율성이 훨씬 더 낮은 것으로 입증되었다.
언어장애는 언어가 아닌, 말을 하는 행위에 어려움이 있는 말장애와는 구별된다.

## 같이 보기
- 실어증
- 브로카 영역
- 의사소통 장애
- 난독증

## 참고 문헌
- Gaddes, William H.; Edgell, Dorothy (1993). 《Learning Disabilities and Brain Function: A Neuropsychological Approach》. Springer. ISBN 978-0-387-94041-0.
- van Dulm, Ondene (2002). “A Psycholinguistic Approach to the Classification, Evaluation and Remediation of Language Disorder” (PDF). 《Stellenbosch Papers in Linguistics》 34: 111–131.
- Small SL (December 1994). “Connectionist networks and language disorders”. 《J Commun Disord》 27 (4): 305–23. doi:10.1016/0021-9924(94)90020-5. PMID 7876410.